# Yerba Mala Cartonera
Yerba Mala Cartonera es una editorial boliviana fundada el 2006 que interviene el espacio literario boliviano teniendo al cartón como soporte principal a la hora de la elaborarcion manual de sus libros. 

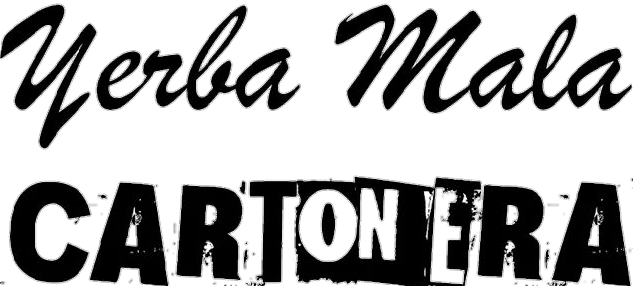
Editorial Yerba Mala Cartonera

## Historia
La Editorial fue creada el 16 de enero de 2006 en la ciudad de El Alto, al lado de la ciudad de La Paz.  Fundada por Crispín Portugal, Darío Luna y Roberto Cáceres. Posteriormente se incorporarían Gabriel Llanos y Aldo Medinaceli, siendo la primera editorial cartonera de Bolivia y el tercer proyecto cartonero creado a nivel latinoamericano, después de Eloisa Cartonera de Argentina y Sarita Cartonera de Perú.
El 2008 la Productora Colectivo 7 realizó la filmación del documental sobre los primeros años de la editorial, además de homenaje póstumo a su fundador vitalicio, Crispín Portugal,  quien falleció el 18 de julio de 2007.
Del 2009 al 2013 la editorial fue dirigida por las escritoras Lourdes Saavedra y Claudia Michel consolidando a la editorial en la Primera feria del libro Kartonero realizado el 8,9,10 y 11 de junio del año 2011 en la ciudad de Asunción, Paraguay.

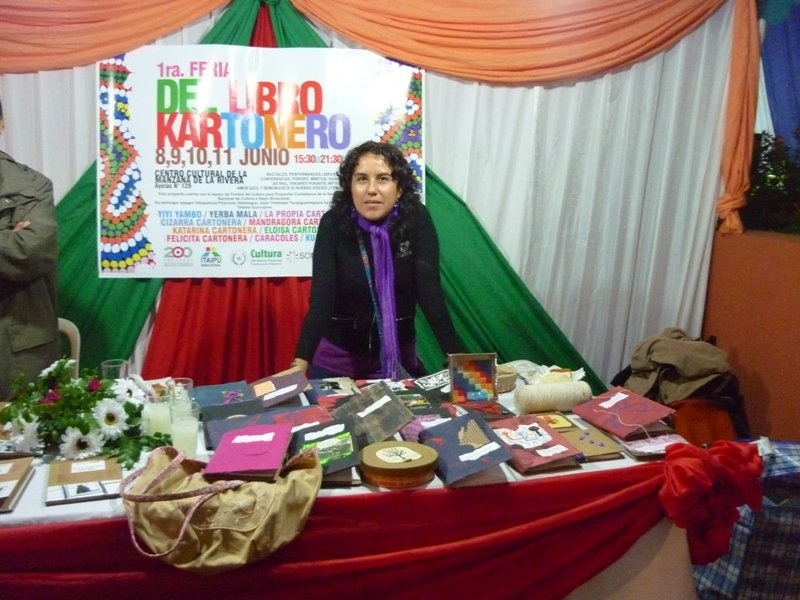
La escritora Lourdes Saavedra en la Primera feria del libro cartonero en Paraguay.

Del 2013 al 2018 la editorial estuvo conformada por los escritores Lourdes Saavedra, Pablo Cesar Espinoza y María Gabriela Flores, quienes representaron a Bolivia en la Feria Internacional de Valparaíso en Chile.
Desde 2019 a la actualidad la editorial radica en la ciudad de Cochabamba liderada por los poetas Roberto Oropeza y Jazmine Ortiz.

## Publicaciones
La Editorial ha publicado un centenar de obras de escritores y escritoras noveles, así como de aquellos de reconocida trayectoria. A continuación mencionamos algunos autores publicados:

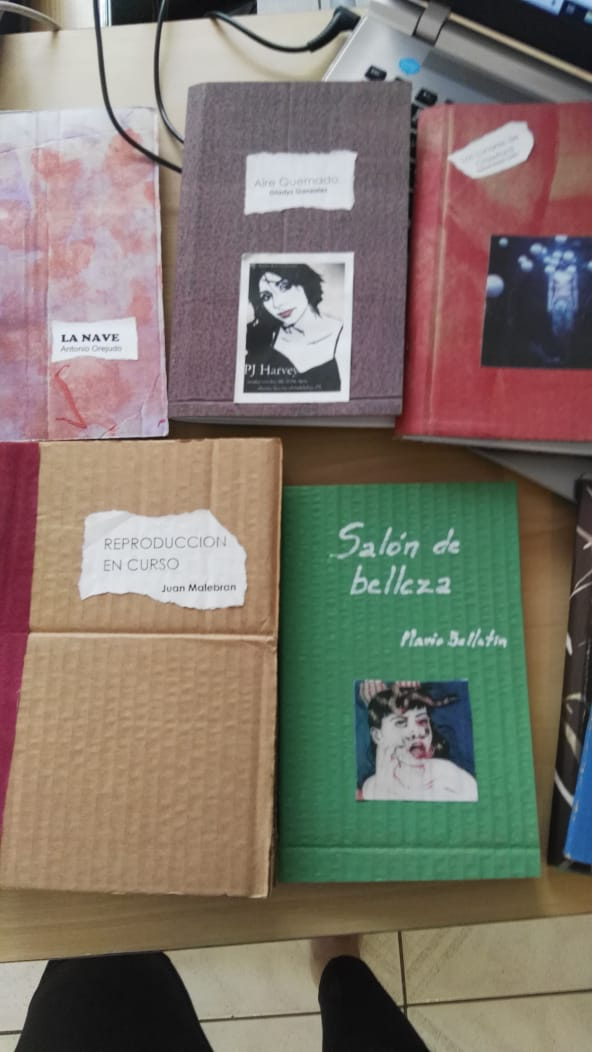
Libros de Yerba Mala Cartonera

- Claudia Piñeiro. Dos Valijas. (Narrativa)

- Juan Malebran. Reproducción en curso (Poesía)

- Magela Baudoin. Mengele y el amor. (Narrativa)

- Cesar Antezana. Anjani (Poesía)

- Rosario Barahona Michel. Cosas Consabidas (Narrativa)

- Giovanna Rivero. Tun, tun, tun ardía tu corazón. (Narrativa)

- Claudia Michel. Corema (Narrativa)

- Julio Barriga. Luciérnaga Sangrante (Poesía)

- Patricia Requiz Castro. Los lunares de Crawford (Narrativa)

- Cecilia De Marchi. Blanco (Poesía)

- Giovanni Bello. Mixtape (Ensayo)

- Mario Bellatin. Salón de belleza (Narrativa)

- Lourdes Saavedra. Memorias de un walkman (Poesía/Ensayo)

- Rodrigo Hasbun. Familia y otros cuentos. (Narrativa)

- Ivan Prado. Arawi Valluno. (Poesía)

- Gabriel Llanos Cernadas. Bolivian Kitsch. (Narrativa)

- Antonio Orejudo. La nave. (Narrativa)

- Roberto Cuellar. ArraZados (Poesía)

- Heroínas sin coronilla. Varios (Narrativa)

- Las batallas del pan, cuentos desde la masa. (Narrativa)

- Nadia Prado. Algún lugar incierto. (Poesía)

- Alberto Chimal. La Ciudad Imaginada. (Narrativa)

## Concursos y festivales

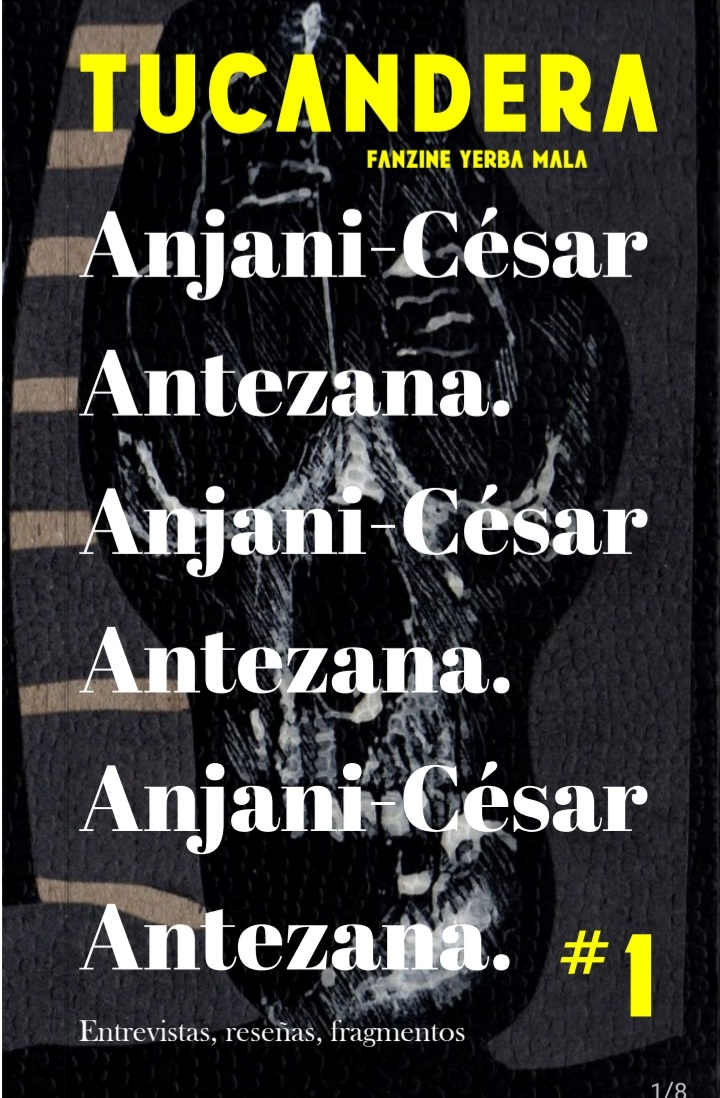
Fanzine literario que contiene entrevistas especiales a los autores que colaboran con Yerba Mala Cartonera

La editorial Yerba Mala Cartonera ha llevado a cabo concursos de novela, poesía, cuento, novela gráfica y crónica. A continuación se mencionan los nombres de los concursos y de sus respectivos ganadores:
- Concurso de Poesia Emma Villazón (2022). Ganador: Erwin Masi[3]

- Concurso Crispín Portugal.  (2021). Ganadora: Gabriela Carrasco Jaldín[4]

- Concurso de Poesía Pablo Neruda (2019). Ganadora: Lucía Carvalho.[5]

- Concurso Crónicas de Cartón (2018). Ganadora: Fabiola Castro Vargas[6]

- Concurso de Cuento Distancia Breve (2016). Ganador: Joaquín Guerrero-Cazasola[7]

Adicionalmente, las actividades de la editorial se amplían a la coorganización de eventos culturales, como ser el Festival Transfronterizo de poesía Panza de Oro en sus seis versiones y la Feria de Editoriales Independientes Tinta Quemada en sus dos versiones, teniendo como contrapartes a Editorial Ubre Amarga y Libreria La Libre respectivamente.
Actualmente ha estrechado lazos con la Fundación Neruda de Chile en la implementación del Concurso Nacional de poesía Pablo Neruda 2019 orientado a jóvenes poetas bolivianos.

## Premios
El año 2017 la editorial recibe el Fondo concursable Eduardo Abaroa, en la categoría Fondos de movilidad por el Estado Plurinacional de Bolivia.
En el año 2021 la editorial recibe el Premio Eduardo Abaroa patrocinado por el Estado Plurinacional del Bolivia por mejor plataforma digital.